# Thulin
Thulin (Тулін) — з 1914 року шведський виробник літаків, автомобілів та мотоциклів. Штаб-квартира розташована в місті Ландскруна. У 1929 році компанія припинила виробництво автомобілів. Сьогодні фірма існує під назвою Haldex AB.

## Енох Леонард Тулін. Заснування компанії
Енох Леонард Тулін народився в 1881 році в містечку Сімріс, що в області Сконе. У 1908 році Тулін захопився авіацією і став її вивчати, в підсумку через чотири роки він отримав ступінь доктора в цій науці. У 1913 році, живучи в місті Ландскруна, він купує літак Nordstiernan, літак був старим і був потрібний його ремонт, тому Тулін разом з приятелем Оскаром Аском створюють свою ремонтну майстерню, яку назвали Aeroplanvarvet i Skåne. Через рік Тулін викуповує частку Аска і за допомогою 4 підприємців створює фірму AB Thulin Aeroplanfabrik, яка зайнялася виготовленням аеропланів за ліцензією, купленою у французьких фірм Blériot і Morane-Saulnier. Через рік Тулін відкрив школу пілотів, оскільки він був фанатом авіації і хотів, щоб якомога більше людей долучилися до льотної справи. До 1918 року на підприємстві працювало вже 1000 чоловік, продукцію яких збували вже в низці країн.
Крім літакобудування, Тулін захоплювався і рекордними перельотами, так в 1914 році він здійснив переліт Мальме — Стокгольм, тоді ж він здійснив політ за маршрутом Стокгольм — Париж з дозаправкою в Бремені, проте, не дивлячись на багатий досвід, піонеру шведської авіації було судилося загинути в травні 1919 року під час одного з тренувальних польотів, що відбувся перед авіашоу.

## Початок виробництва автомобілів

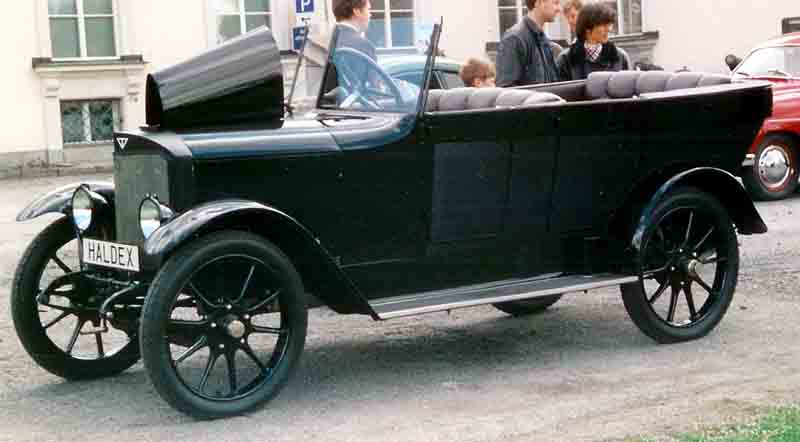
Thulin Typ A20 Phaeton

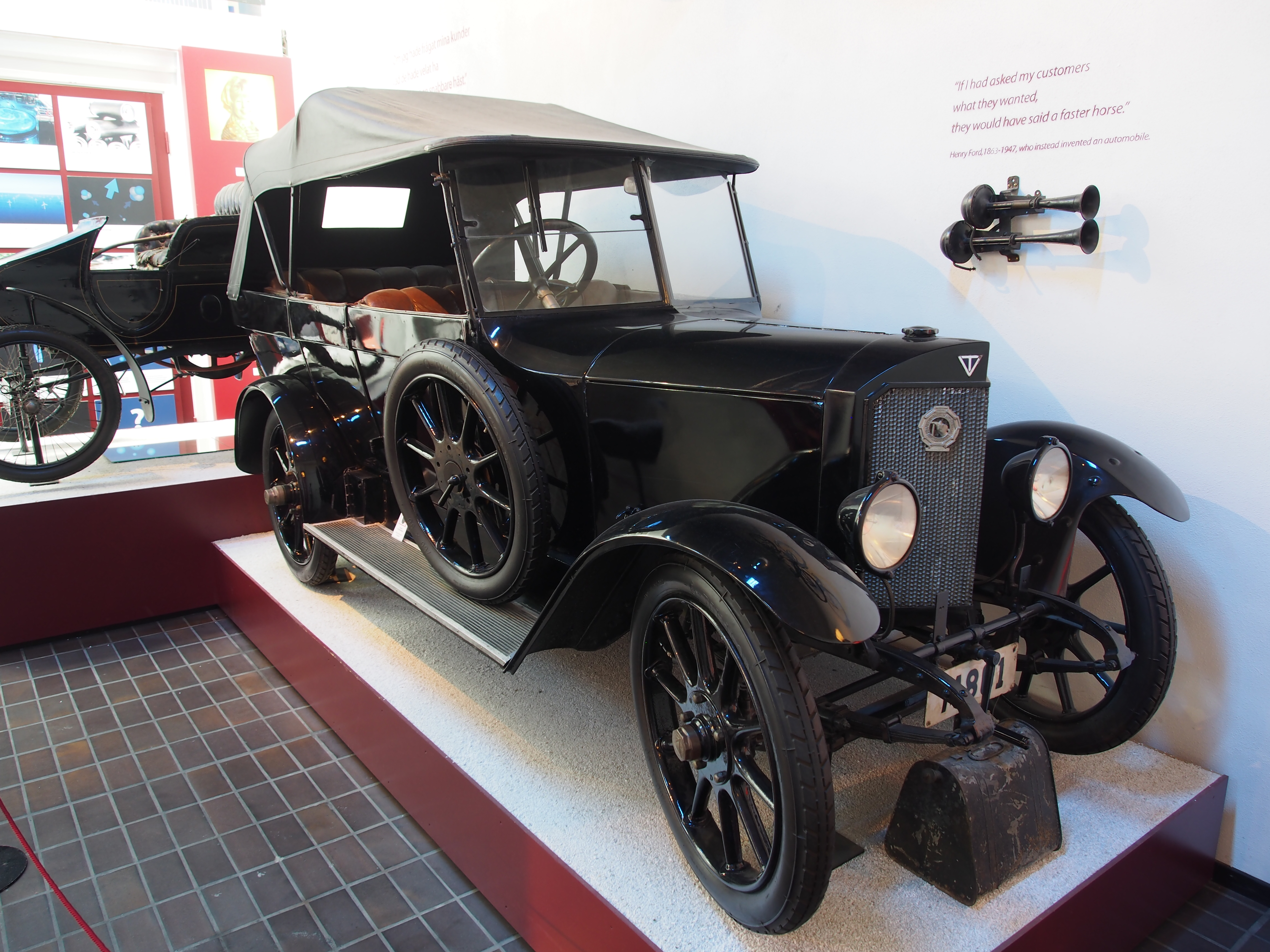
Thulin Typ A20 Phaeton

Зі смертю глави фірми прийшла ще одна проблема, післявоєнний ринок літаків був насичений, війна скінчилася, і літаки стали непотрібними, довелося звільнити майже всіх працівників, залишивши лише 80 осіб. Треба було терміново шукати інші джерела поповнення каси, і рішення було знайдено. Шведи купують в тому ж 1919 році ліцензію на виробництво автомобіля у фірми з Берліна — Autogen Gasaccumulator (AGA) AG, яка у свою чергу купила ліцензію у бельгійської компанії FN. Оскільки виробництво літаків припинилося, а фірма перейшла на виробництво наземного транспорту, то було вирішено перейменувати фірму в AB Thulinverken, первісток компанії отримав назву Thulin Тур A20, потужність 4-циліндрового мотора, об'ємом 1.4 л, що мав єдиний корпус з коробкою передач, становила 20 к.с..

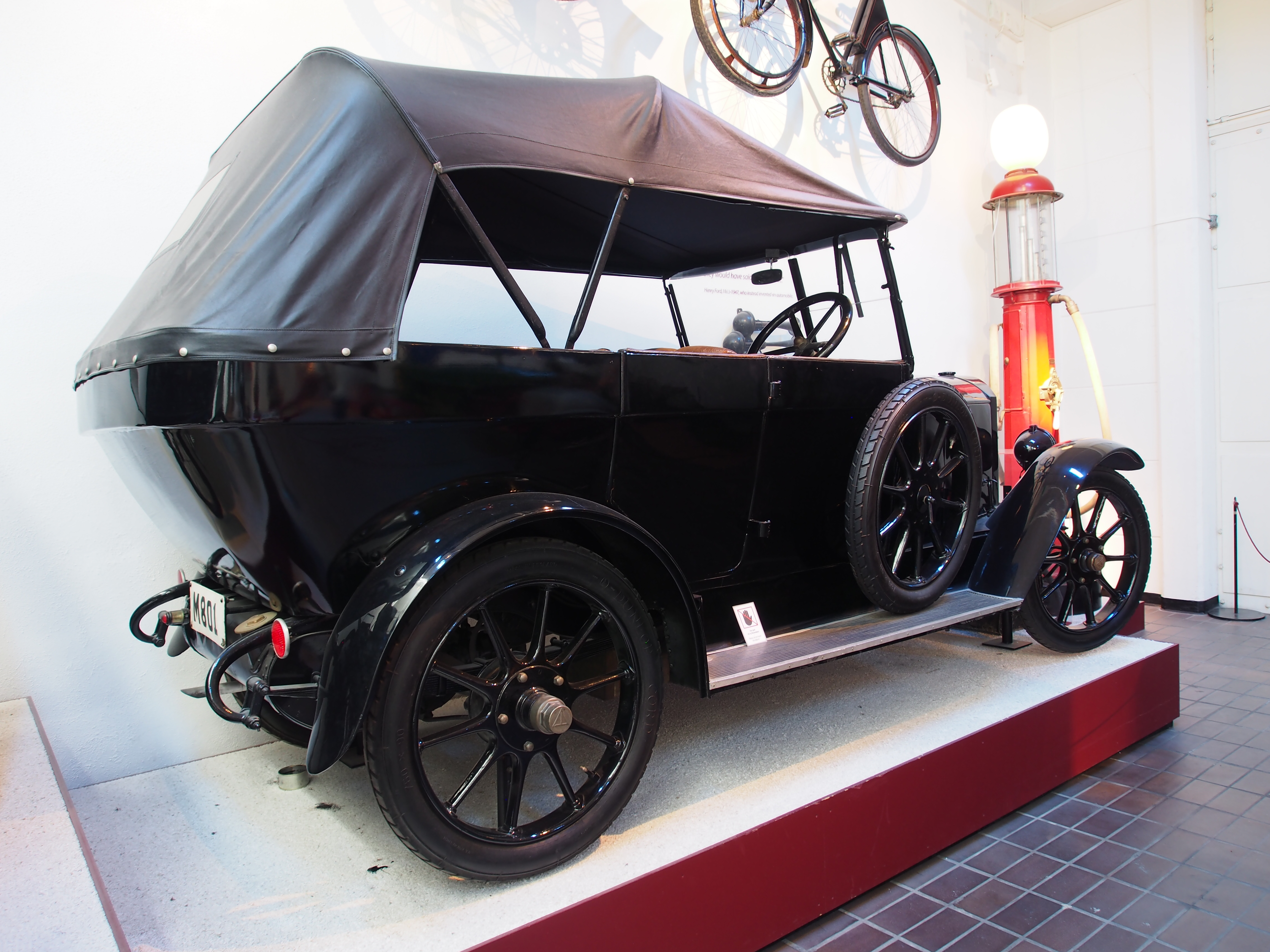
Thulin Typ A20 Phaeton

Великою перевагою виробництва цього автомобіля була велика локалізація виробництва комплектуючих до нього, закуповувати доводилося тільки прилади, покришки для коліс і карбюратори, решта все виготовлялося в Ландскруні, в перший же рік надійшло близько 1000 замовлень. Але тут банки і спонсори відмовили у кредитах, оскільки шведська економіка потерпала від кризи і депресії, фірма оголошує себе банкрутом 23 серпня 1920 року, але, тим не менше, до 1922 року фірма, будучи на стадії ліквідації, власними зусиллями будує 350 автомобілів.

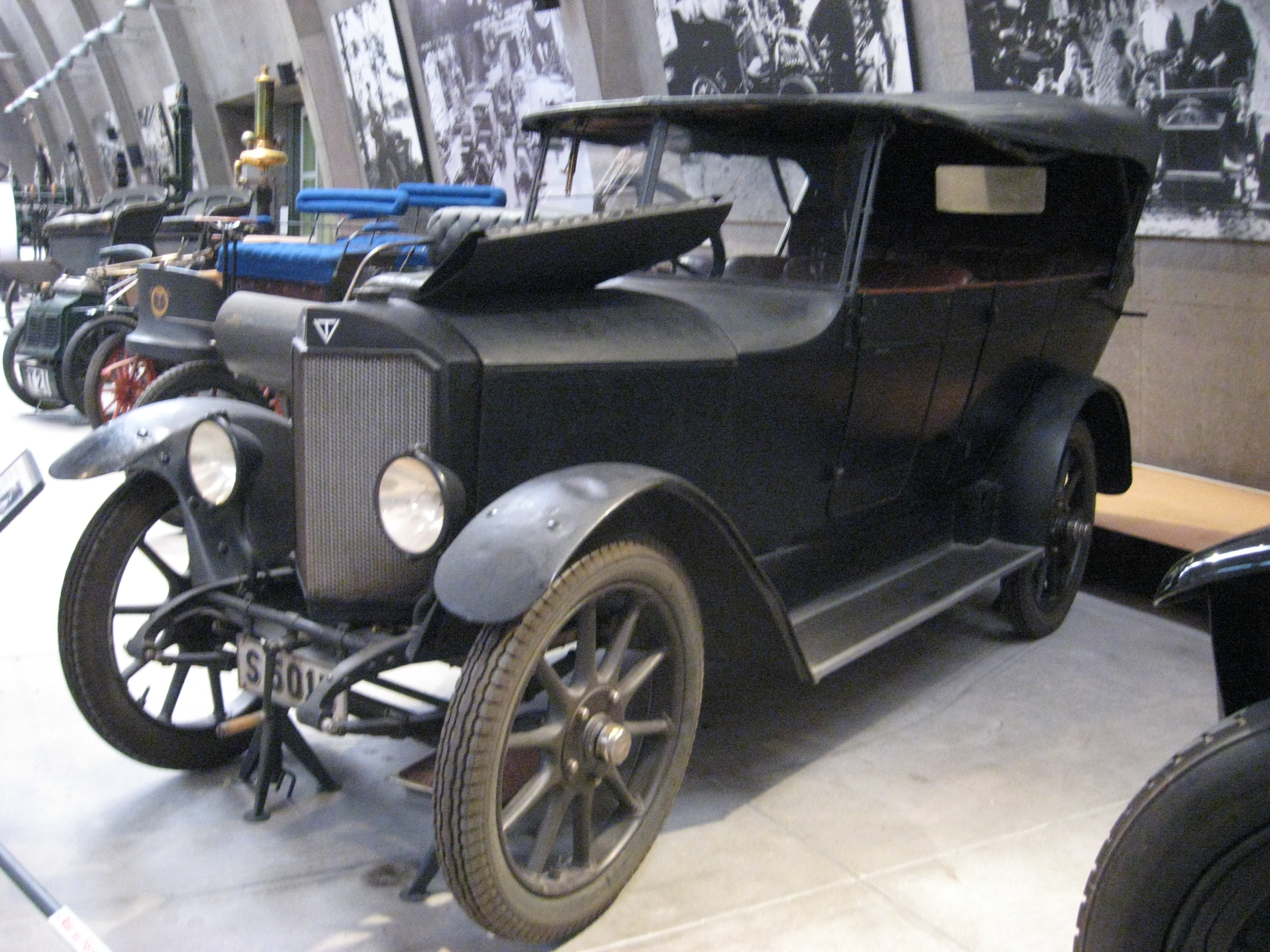
Thulin Typ A25 Phaeton

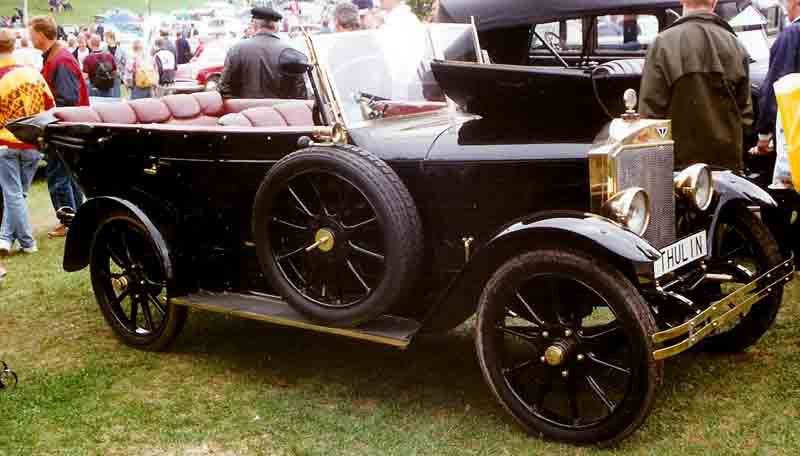
Thulin Typ A25 Phaeton

Фірма крім автомобілів випускала мотоцикли власної конструкції, причому первісток, розроблений Тордом Онгстремом та Іваром Малмером, оснащувався 1 л двигуном, наступні моделі оснащувалися меншими моторами. У 1922 році фірму реорганізовують, в ході чого вона отримує нову назву Förvaltningsaktiebolaget Teve, з новим витком життя компанії машини піддаються модернізації, потужність 1.4 л мотора підвищується до 25 к.с., внаслідок чого змінюється і найменування моделі — A25. Переглянутий був не тільки один мотор, а й інші механізми. Основним же джерелом доходів у цей час стає виготовлення гальмівних систем для автомобілів. Модель А25 випускали всього кілька років, випустивши за цей час близько двох сотень автомобілів.

## Припинення виробництва автомобілів. Компанія Haldex AB
У 1925 році підприємство знову перейменовується в колишнє найменування — AB Thulinverken, а через рік фірма вирішила відновити виробництво автомобілів, для цього найнявши двох братів — Пера й Уго Вейерців, які працювали до цього в фірмі Self, яка в одиничних кількостях виготовляла циклокари з використанням вузлів від мотоциклів фірм Phänomen і Harley-Davidson. Брати розробляють власний автомобіль протягом 1926 року, в 1927 році він був успішно випробуваний. Двигун, об'ємом 1.7 л, розвивав 39 к.с., крім іншого новий автомобіль мав ряд інновацій, наприклад, рейкове рульове управління, централізовану систему змащення шасі і т. д., посадка водія і пасажирів була низькою, що було нетипово для того часу. Однак, не дивлячись на те, що машину визнав і дав позитивні відгуки сам принц Бертіль, герцог Халландський, і цього разу удача відвернулася від фірми, інвестори звернули свої погляди у бік компанії Volvo, яка стала виготовляти більш доступні автомобілі. Порахувавши, що в Швеції вистачить одного гравця на ринку легкових автомобілів, вирішили не надавати фінансової підтримки фірмі Thulinverken. У підсумку було виготовлено всього 13 автомобілів моделі Typ B до 1929 року. До наших днів не дійшов жоден з вироблених автомобілів цієї моделі.
Після чого максимум, що фірма могла собі дозволити на ниві автомобілізму, — виготовлення одиничних кузовів для інших марок, що продавалися в Швеції, продовжуючи при цьому виготовляти гальмівні системи, а сьогодні фірма носить іншу назву — Haldex AB.

## Список автомобілів Thulin
- 1919 — Thulin Typ A20
- 1922 — Thulin Typ A25
- 1927 — Thulin Typ B